# Selva
|  | Aquest article tracta sobre la comarca de la Selva. Vegeu-ne altres significats a «Selva (desambiguació)». |

La Selva és una comarca de la vegueria Gironina situada entre la Serralada Transversal i la Costa Brava que limita amb les comarques del Maresme, el Vallès Oriental, Osona, la Garrotxa, el Gironès, el Baix Empordà i la mar Mediterrània. Comprèn part de la depressió de la Selva i de les comarques naturals de les Guilleries i del Baix Montseny.
La Selva és una comarca amb forts contrastos a causa de la seva gran diversitat de paisatges. S'estén des del sector meridional de la Costa Brava amb Blanes, Lloret de Mar i Tossa de Mar, fins a les muntanyes enlairades i abruptes de les Guilleries, passant per una extensa plana interior amb Sils, Caldes de Malavella i Santa Coloma de Farners. Al contrast del relleu s'afegeix la gran varietat de paisatges vegetals (alzinars, suredes, pinedes, rouredes, fagedes) i d'aprofitaments i usos de terra per part de l'home. La capital comarcal és Santa Coloma de Farners, situada al bell mig de la comarca. Hi ha dues poblacions que tenen més població que la capital. Blanes i Lloret de Mar, que han experimentat un fort creixement demogràfic principalment a causa del turisme.

## Etimologia i límits històrics

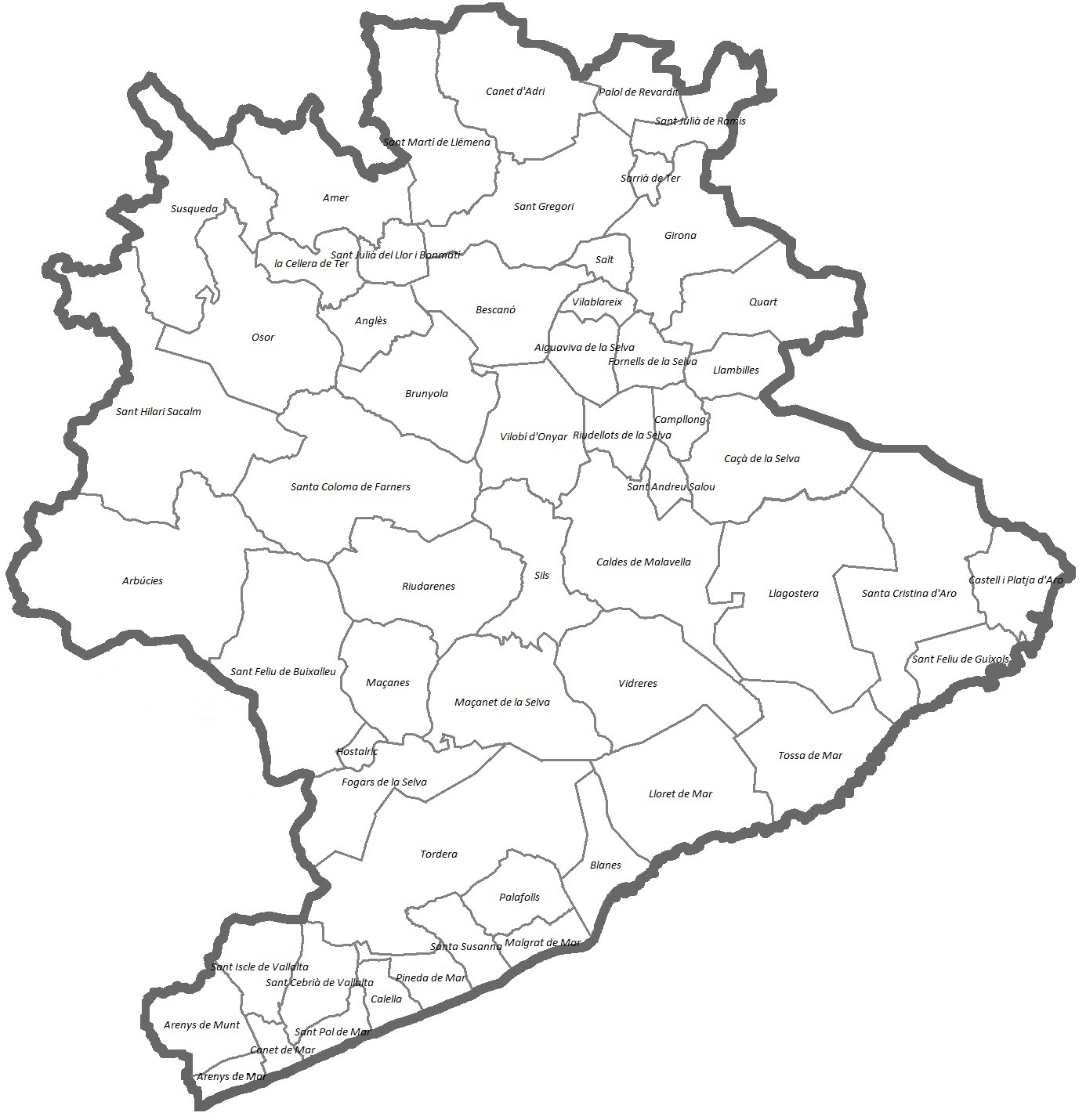
Límits de la comarca històrica de la Selva.

El nom de la comarca prové del llatí silva, terme encunyat per designar un bosc, ja que la major part de la regió està coberta d'una extensa superfície forestal.
La comarca natural de la Selva, emperò, no es correspon amb els seus límits administratius actuals. Diverses enquestes a la població dutes a terme durant les primeres dècades del segle xix van concloure que la Selva és una comarca més extensa que l'actual. De fet, comprèn els municipis ja inclosos en la comarca oficial (a excepció de Riells i Viabrea i Breda, d'influència vallesana), 12 municipis del Maresme, 17 municipis del Gironès, 3 municipis del Baix Empordà i 1 municipi del Pla de l'Estany. La Selva, doncs, inclou la important ciutat de Girona dins els seus límits naturals, la qual n'és, per raons demogràfiques, culturals i econòmiques, la capital històrica.
Aquesta comarca natural troba diverses justificacions per ser considerada com a tal. Primerament, les raons són lingüístiques i culturals, que n'uneixen els habitants; però també en el relleu continu i suau que comparteix i unifica la zona. A més, aquest fet troba suport en la toponímia local, per la qual cosa Cassà de la Selva o Fornells de la Selva, tot i formar part del Gironès, duen l'afegitó de la Selva al seu topònim. Finalment, Pau Vila i Dinarès, importantíssim geògraf català, va donar suport també a aquesta proposta, cosa que es reflecteix en la seva proposta de comarcalització de Catalunya.

## El relleu
La comarca de la Selva talla les diverses unitats de relleu que componen les Serralades Costaneres Catalanes: serralada Litoral, depressió Prelitoral i Serralada Prelitoral. L'extrem nord de la comarca pertany a aquella franja mal definida de contacte entre els Pirineus, Les Serralades Costaneres i la Depressió Central, anomenada Serralada Transversal. A la Selva s'inclou la meitat de la plana litoral del delta de la Tordera. La Tordera fa de partió en el seu darrer tram entre la Selva i el Maresme.
El sector selvatà de la serralada Litoral comprèn la Serra de Marina i la serra de l'Ardenya, un conjunt de turons poc enlairats, però que constitueixen una autèntica barrera entre la costa i la plana interior del fons de la depressió de la Selva. La plana litoral i al·luvial de la Tordera hi separa dos conjunts. Al nord de la Tordera destaca el Puig de les Cadiretes (512,1 m), puig Ventós (419 m), ambdós al límit del Gironès, Montbarbat (311 m) i turó Rosell (341 m). Al sud hi ha l'extrem septentrional de la serra del Montnegre amb el Montgrós (442 m), al límit amb el Maresme i Vallès Oriental. Aquestes serres acaben al mar formant penya-segats, que en general són abruptes, encara que hi ha bells espadats al nord de Blanes, amb cales com la de Sant Francesc. En totes aquestes muntanyes dominen les roques granítiques.

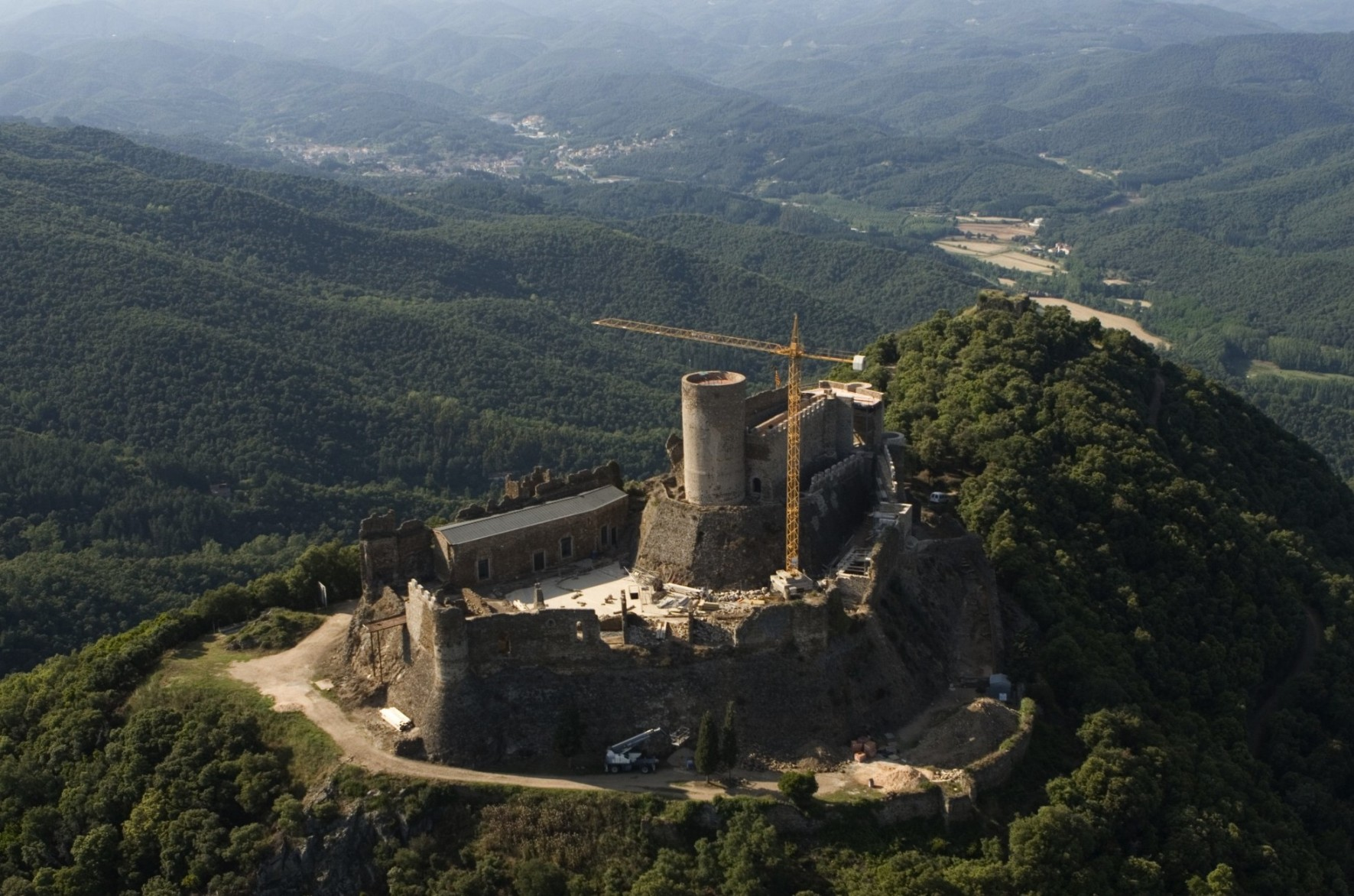
El castell de Montsoriu al terme d'Arbúcies, està situat en un dels relleus més vistosos de la Selva, i es divisa des de molts punts geogràfics tant de la Selva com del Vallès Oriental

El sector de la depressió Prelitoral és força ample, molt diferent de la que s'ha format en el Vallès i Penedès. La plana és travessada per la Tordera i per alguns dels seus afluents, com la riera d'Arbúcies i la riera de Santa Coloma. Aquest sector és conegut com la depressió de la Selva, que s'endinsa fins a Santa Coloma de Farners. Hi ha sectors molt plans on les aigües s'escolen espontàniament amb dificultats, el que ha provocat que es formessin estanys, com els de Sils. Al fons de la depressió, com també en algunes muntanyes del seu entorn, hi ha sectors amb materials volcànics corresponents a la Zona Volcànica de la Selva, i algunes fonts termals, com les de Caldes de Malavella i Santa Coloma de Farners.
El sector de la serralada Prelitoral correspon a la part septentrional i a la més enlairada d'aquesta serralada. Comprèn part del Montseny (les Agudes, 1.706 m) i de les Guilleries (Sant Miquel de Solterra, 1.204 m; Sant Benet, 1.147 m; Sant Gregori, 1.088 m). En general són relleus amb vessants suaus. En un d'aquests altiplans es troba Sant Hilari Sacalm. El mateix nom de Sacalm expressa l'existència d'una calma o plana. En tot aquest sector de la serralada Prelitoral dominen els granits, excepte al cim de les Agudes.
A l'extrem septentrional hi ha unes serres incloses en l'anomenada serralada Transversal on dominen les roques calcàries. En el relleu destaquen llargs cingles que s'alcen sobre la vall del Ter; la cinglera del Far (1.123 m) és la més espectacular. Més enllà ja és Osona o la Garrotxa.

## Els rius
La Selva pertany a dues grans conques hidrogràfiques, a la del Ter i a la de la Tordera. Algunes rieres, com la de Tossa i la de Lloret, desguassen directament al mar.

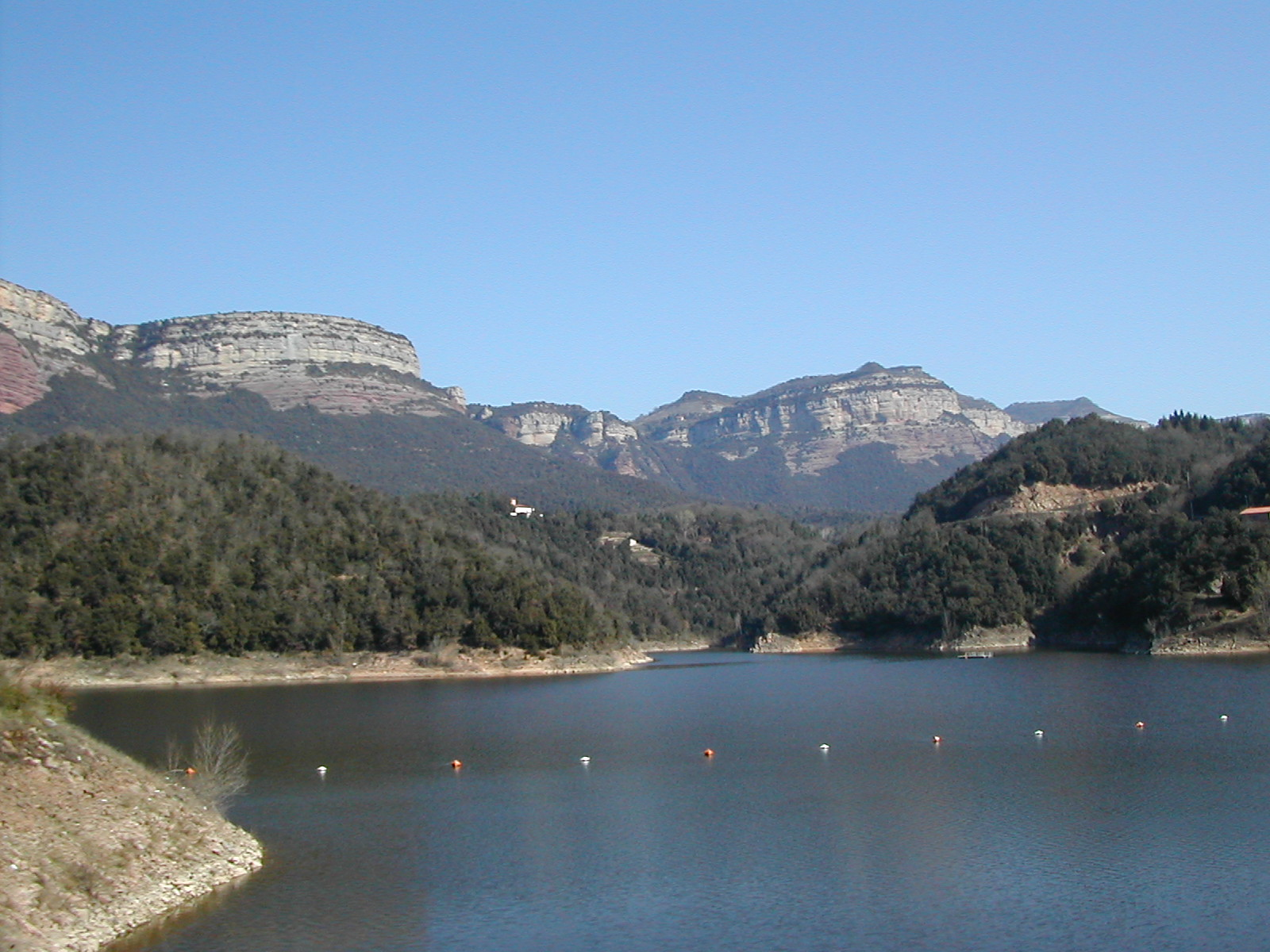
El Pantà de Sau omplert pel riu Ter i d'altres rierols

El curs del Ter travessa la comarca per l'extrem septentrional i confereix un caràcter propi a aquest racó de la Selva, tant pel relleu que hi ha modelat amb valls pregones, com per l'aprofitament i regulació de les seves aigües. El Ter travessa les Guilleries, un conjunt muntanyós compacte, enlairat i constituït per roques dures. Tot plegat ha fet que s'hi hagi engorjat, el que alhora ha permès la construcció de grans rescloses o preses, com la de Sau, dins la comarca d'Osona, la de Susqueda i la del Pasteral. Aquests embassaments permeten regular l'aigua, retenir-la en moments de cabals abundosos. Així s'eviten inundacions en el curs mitjà i baix i es disposa d'una cabal regular, fins en els moments de sequera, suficient per abastar les poblacions, les indústries i els regadius.
La presa de Susqueda es va construir entre 1958 i 1966 i l'aigua embassada negà el poble de Susqueda. Té 135 metres d'alçària i 150 metres de coronació, i pot embassar uns 233 milions de metres cúbics d'aigua. L'aigua és conduïda per un túnel de gairebé quatre quilòmetres de longitud cap a una central hidroelèctrica subterrània.
Després de la presa de Susqueda, el Ter continua engorjat entre Sant Gregori i el Far, fins a obrir-se pas cap a relleus més planers. Just abans d'acabar-se el sector engorjat es construí la resclosa del Pasteral, iniciada a finals del segle xix. Malgrat les seves dimensions reduïdes (20 metres d'alçària i 154 metres de llargada), durant tota la primera meitat del segle xx fou l'obra més important feta en el curs del Ter. Inicialment es construí per satisfer les necessitats de la factoria tèxtil Burés d'Anglès i més tard s'hi instal·là una central elèctrica. Durant la dècada de 1960 s'augmentà l'alçària de la presa en sis metres, per tal de produir més energia hidroelèctrica. Les funcions principals de l'embassament del Pasteral en l'actualitat són de regulador del cabal del Ter i la de ser el punt de desviació de les aigües cap a Barcelona (8 metres cúbics per segon) i d'altres poblacions com Girona, i sectors de la Costa Brava.
Poc abans de deixar la comarca de la Selva, s'uneix al Ter la riera d'Osor, la qual recull les aigües d'un ampli sector de les Guilleries, fins Sant Hilari Sacalm. El sector oriental de la Selva és recorregut per l'Onyar, afluent del Ter, que se li uneix per la dreta just passat Girona. L'Onyar recull les aigües d'una part de la depressió de la Selva.
La conca de la Tordera és la que comprèn més superfície de la Selva. El llit de la Tordera té un recorregut curt per la comarca. En canvi, alguns afluents s'hi endinsen de ple. La riera de Santa Coloma s'estén per tota la part central de la comarca per la depressió de la Selva i l'extrem oriental de les Guilleries; dins la seva conca hi ha l'àrea de l'antic estanys de Sils. La riera d'Arbúcies recull les aigües de l'ampla i profunda vall que separa el Montseny de les Guilleries. La Tordera forma un ample delta, la meitat del qual és inclòs a la Selva, i l'altra al Maresme.

## L'estany de Sils
A la zona central de la comarca, al bell mig de la depressió de la Selva, hi ha un sector molt pla i una mica ensotat, que en temps de pluges queda inundat per l'aigua. Afecta una extensa àrea, situada entre els municipis de Sils, Caldes de Malavella, Vidreres i Maçanet de la Selva. En aquesta zona d'inundació antigament hi hagué un estany, anomenat estany de Sils; tenia unes dimensions d'uns cinc quilòmetres de llargària per un i mig d'amplada, més que l'estany de Banyoles.
En relació amb l'estany de Sils, se sap que hi hagué intents de dessecar-lo durant l'edat mitjana, però que això no s'aconseguí de manera definitiva fins a mitjan segle xix. El nivell de l'aigua de l'estany era força irregular: en èpoques plujoses el nivell era més alt i, per tant, l'àrea d'inundació més extensa; en canvi, en períodes de poques pluges el nivell era baix i l'àrea inundada menor.
Com que les aigües i circulaven poc, eren molt quietes, l'estany era un focus de problemes per a la salut dels habitants de l'entorn, sobretot en èpoques de calor. De la tardor a la primavera tampoc no era bo viure-hi, a causa de la humitat permanent elevada. La boira o una boirina cobria molt sovint el fons de la depressió, en especial l'àrea propera a l'estany.
La dessecació d'un estany tan extens no podia resoldre's de manera fàcil i sense grans esforços. D'intents n'hi hagué molts. Potser un dels més importants fou entre 1767 i 1763. Amb el suport del duc de Medinaceli es realitzaren obres que permeteren que les aigües s'escolessin espontàniament i amb rapidesa cap a la riera de Santa Coloma. Aleshores s'aconseguí buidar gairebé la totalitat de l'estany i convertir aquestes terres planes i molt fèrtils en pastures, arbredes i conreus.
Però en moments de pluges intenses, l'aigua es tornava a embassar. Com a conseqüència dels desastres provocats per l'aiguat del desembre de 1840, els veïns dels pobles de l'entorn de l'estany de Sils efectuaren nombroses protestes i gestions per aconseguir que s'efectués una dessecació definitiva, i que la zona no es tornés a inundar més. Per això calia obrir noves séquies, millorar-ne d'altres i garantir que els seus fons es mantinguessin sempre nets per tal de no dificultar el desguàs de l'aigua en moments de pluja. Les obres s'efectuaren de seguida.
Actualment, l'àrea de l'antic estany de Sils és ocupada en part per plantacions de pollancres i plàtans. La resta són conreus, dedicats sobretot a farratges. Ara costa una mica resseguir els límits de l'antic estany causa dels talussos aixecats, primer per a la instal·lació de la via del tren de Barcelona a Girona, a mitjan segle xix, i després per a l'autopista i recentment per la nova línia del tren d'Alta Velocitat, que travessen de ple la zona abans inundada.
Malgrat tots els esforços, sovint l'aigua es torna a entollar quan plou intensament, i durant dies pot contemplar-se una àrea extensa coberta d'aigua.

## Clima

Mapa climatològic de Catalunya

La Selva és la comarca litoral més humida. La presència dels relleus enlairats del Massís del Montnegre, Massís del Montseny, Guilleries i el Far fa que la humitat arrossegada pels vents de llevant provoqui pluges freqüents i intenses en els vessants selvatans durant tot l'any. L'estiu és sec en el sector costaner, però relativament fresc i plujós en les muntanyes de l'interior de la comarca.
La Selva, doncs, té un clima mediterrani temperat i humit amb influència marítima. Les precipitacions mitjanes anuals van dels 700 mm. a la costa als més de 1000 mm als vessants enlairats del Montseny i Guilleries. La tardor és l'estació més plujosa, a causa d'una major freqüència dels llevants.
La humitat de la Selva prové en part de les pluges força abundoses. Però hi ha un altre fenomen meteorològic que explica aquest ambient tan humit. Es tracta de la marinada, que bufa molts dies a l'estiu, des del matí fins a la tarda. La marinada és un vent humit, que en veure's obligat a ascendir quan xoca amb el Montseny i Guilleries, dona lloc a la formació de boires que cobreixen els vessants, sobretot a partir de 800 metres d'altitud. La presència d'aquestes boires durant molts dies d'estiu és la causa que hi creixi una vegetació especial, pròpia d'indrets molt humits, com fagedes i rouredes.
Tot plegat fa que el clima de les zones altes del Montseny i Guilleries no sigui ben bé mediterrani. Més aviat hauria d'incloure's dins dels territoris de clima atlàntic, encara que amb una certa influència mediterrània. Aquesta influència es fa notar especialment en la irregularitat de les pluges i en el fet que alguns estius hi són una mica secs. Aleshores els faigs i roures pateixen força la sequera. Per això, allà on no hi ha un sòl profund, la vegetació és de tipus mediterrani. Enmig de la fageda hi ha clapes amb vegetació mediterrània.

## Vegetació
A causa del clima força humit, la vegetació de la Selva es caracteritza per la gran extensió dels boscos: alzinars, suredes, pinedes, rouredes, castanyedes i fagedes. El mateix nom de la comarca ja expressa el predomini d'un paisatge selvàtic o de bosc dens.

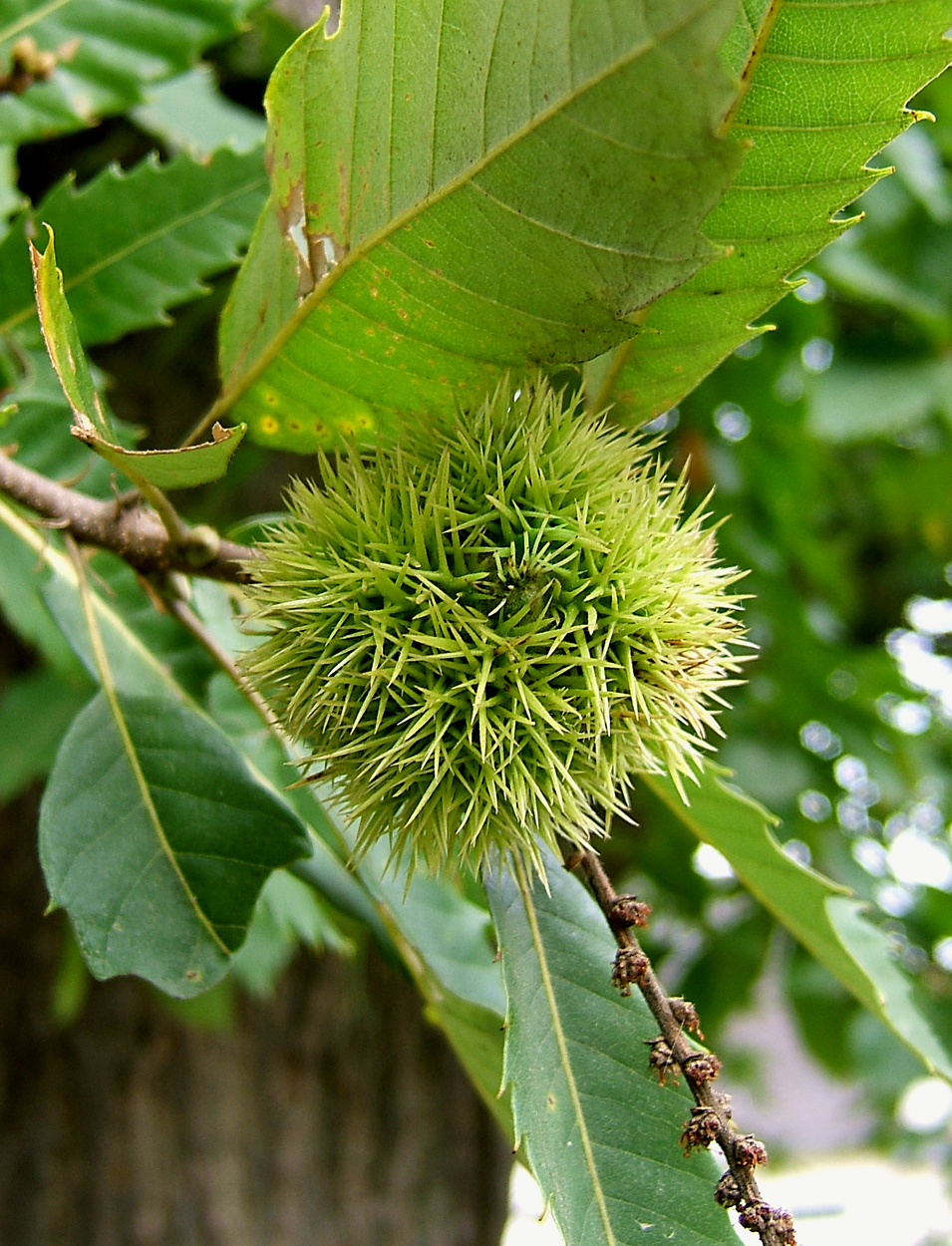
Castanya verda un dels fruits que dona riquesa a la Selva

Els alzinars i suredes serien els boscos naturals en els turons i vessants inferiors assolellats. Les suredes han estat molt afavorides, sobretot els segles xviii i xix, per l'aprofitament del suro. Les suredes abunden en els vessants inferiors assolellats del Montseny, Montnegre i Guilleries. En aquests boscos s'obté bona part del suro treballat en les fàbriques de la Selva, Gironès i, sobretot, Baix Empordà, per l'obtenció de taps. Encara que avui és una indústria a la baixa.
L'alzinar ocupa una extensió important fins als 1.000 metres d'altitud, variables segons l'exposició; a les obagues hi ha menys alzinars. Actualment s'explota sobretot per a llenya per a les llars de foc. Fins a mitjan segle xx els troncs d'alzina eren els preferits per a l'obtenció de carbó vegetal.
Al territori dels alzinars i suredes hi ha sectors de garrigues, brolles i màquies, sovint amb pins. Aquestes comunitats vegetals ocupen normalment sectors conreats fins no fa gaire.
A plana hi ha plantacions de pollancres i plàtans, afavorides per la fertilitat i humitat del terra. El paisatge actual de la plana selvatana és un mosaic de pobles i masies, envoltats de camps, sobretot de farratges, cereals i arbres fruiters, i de plantacions de pollancres i plàtans. A les vores dels rius hi ha boscos de ribera, amb vernedes, gatelledes i salzedes.
Als vessants humits de la muntanya mitjana i alta dominen els boscos caducifolis. Allà on encara els estius són una mica secs, es fan rouredes i castanyedes. Als més humits i enlairats hi ha denses fagedes.
Les rouredes ocuparen àmplies superfícies, sobretot les de roure martinenc i roure de fulla gran. Molts indrets propis de les rouredes han estat transformats en conreus, d'altres en pastures i d'altres en plantacions de castanyers. La superfície conreada ha disminuït força en els darrers anys, a causa de l'abandó de les activitats agrícoles a la muntanya. Sovint els camps abandonats han estat repoblats per diferents espècies de pins.
Les castanyedes ocupen àmplies extensions als vessants obacs del Montnegre, Montseny i Guilleries. Són arbredes o boscos que han estat plantats o afavorits per a un aprofitament intensiu dels troncs o de les castanyes. Els sistemes tradicionals d'explotació més corrents són en bagues o perxades, noms que es donen a les castanyedes on els castanyers són plantats molt junts per afavorir el creixement ràpid i la formació d'un tronc llarg i recte. En les bagues es tallen cada 5-6 anys i en les perxades cada 15-20 anys. Les castanyedes per a la producció de castanyes són constituïdes per arbres grossos i espaiats, situats en vessant solells.
En els vessants enlairats més humits hi ha fagedes. El faig, molt exigent en humitat, creix bé en aquests indrets. Hi ha fagedes extenses en la meitat nord-oest de la Selva.

## Població
La Selva ha estat una comarca que ha sofert fortes transformacions en les activitats econòmiques en els darrers dos segles, el que ha provocat canvis notables en la distribució i composició de la població i en l'hàbitat. Fins a mitjan segle xix la Selva era una comarca amb una forta activitat agrícola i forestal. La població passava dels cinquanta mil habitants en el cens de 1857. Dues poblacions (Santa Coloma de Farners i Lloret de Mar) passaven dels quatre mil habitants, i una (Blanes) dels cinc mil. Al costat de nuclis força importants, hi havia un poblament dispers notable (masies) tant a la plana com a la muntanya. Aquest primer cens correspon segurament al moment amb més població dispersa a la Selva. amb cases habitades fins en indrets enlairats ben poc productius del Montseny i les Guilleries.
La gràfica de l'evolució de la població mostra com fins al 1960 la població no varia gaire en el conjunt de la comarca. Hi ha un descens lent però constant des de 1860 fins a 1900. Molta gent del camp emigra cap a Barcelona o cap a terres més llunyanes. És una disminució que es nota en gairebé tots els municipis, fins en els més poblats.
A partir de 1900 la població total augmenta, encara que molt lentament, de manera que el nombre d'habitants censats el 1857 és pràcticament el mateix que el 1950. La tendència d'augment és força generalitzada, sols alguns municipis mostren una clara tendència a perdre població, com Brunyola i Susqueda. La crisi del camp i la del suro es deixa notar, en part compensada amb la instal·lació de noves indústries, en especial tèxtils.
El canvi demogràfic fort té lloc a partir de la dècada de 1950. Per un cantó hi ha un abandó de les masies de la muntanya i moltes terres són abandonades. Per un altre cantó a la plana s'instal·len nombroses indústries que demanen molta mà d'obra. Finalment, el turisme es presenta de manera sobtada i gairebé brutal en els municipis costaners (Tossa de Mar, Lloret de Mar i Blanes).
La gent no solament no se'n va dels pobles, o se'n va de la muntanya als pobles, sinó que molta gent, provinent sobretot del sud d'Espanya, s'instal·la a la Selva. La població creix molt en els municipis costaners. L'augment és considerable en els pobles de la plana amb indústries. En canvi, els municipis de muntanya perden molta gent, excepte Sant Hilari Sacalm i Arbúcies. Aquests dos municipis han vist com les masies escampades dels seus termes municipals s'abandonaven, però el nucli de població s'engrandia gràcies a l'existència de petites indústries i al turisme. El total comarcal gairebé es dobla en trenta anys.
La tendència és que continuï l'augment de població, malgrat que l'activitat turística no progressi gaire. La raó d'aquesta tendència és que continua el procés d'industrialització que s'observa en la plana, en especial a la vall de la Tordera, on s'han instal·lat nombroses indústries, especialment químiques i tèxtils.
| 1497 f | 1515 f | 1553 f | 1717   | 1787   | 1857   | 1877   | 1887   | 1900   | 1910   |
| ------ | ------ | ------ | ------ | ------ | ------ | ------ | ------ | ------ | ------ |
| 1.539  | 1.765  | 2.018  | 12.122 | 25.369 | 50.149 | 47.633 | 48.148 | 45.803 | 47.567 |

| 1920   | 1930   | 1940   | 1950   | 1960   | 1970   | 1981   | 1990    | 1992   | 1994   |
| ------ | ------ | ------ | ------ | ------ | ------ | ------ | ------- | ------ | ------ |
| 48.737 | 48.924 | 48.659 | 50.602 | 54.517 | 71.145 | 82.241 | 100.220 | 99.386 | 99.386 |

| 1996    | 1998    | 2000    | 2002    | 2004    | 2006    | 2008    | 2010    | 2012    | 2014    |
| ------- | ------- | ------- | ------- | ------- | ------- | ------- | ------- | ------- | ------- |
| 104.833 | 108.816 | 115.648 | 125.515 | 136.738 | 151.477 | 164.646 | 171.037 | 173.518 | 170.249 |

| 2016    | 2018    | 2020 | 2022 | 2024    | 2026 | 2028 | 2030 | 2032 | 2034 |
| ------- | ------- | ---- | ---- | ------- | ---- | ---- | ---- | ---- | ---- |
| 167.694 | 169.029 | -    | -    | 185.873 | -    | -    | -    | -    | -    |

## Economia
La Selva és una de les comarques amb més gent dedicada a les feines del bosc. El bosc ocupa el 65% de la superfície comarcal. Fins a les primeres dècades del segle xx la lleva i transformació del suro i l'explotació del castanyer ocupaven molta gent. Actualment dona feina a menys gent.

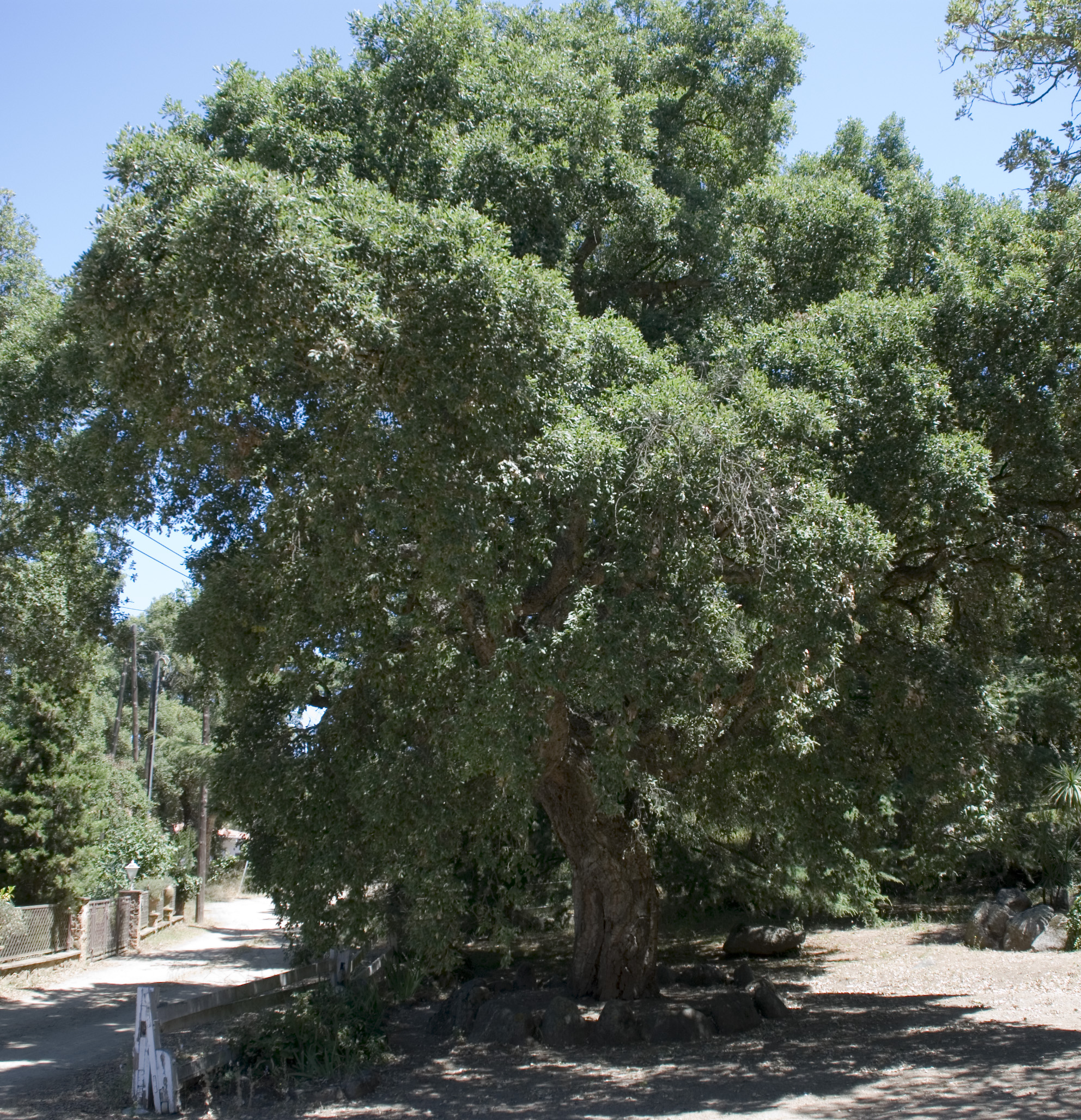
Alzina surera, una altra riquesa de la Selva avui en retrocés

Les suredes eren sistemàticament netejades, i el suro era llevat dels arbres cada vuit, deu o més anys. La lleva del suro es fa entre els mesos de maig i setembre, en el moment precís en què la saba dona més facilitats per a poder separar l'escorça de la resta del tronc en tota la seva extensió. La primera pela dona un suro anomenat suro pelagrí, emprat per a aglomerats, material d'aïllament, o altres usos ben diversos, com els ornaments per al pessebre. En les lleves successives s'obté un suro més fi, sobretot a partir de la tercera lleva, apta per a fabricar taps.
Les castanyedes eren ben resseguides, i molts bosquerols vivien de la seva explotació. Algunes castanyedes, anomenades bagues, eren tallades arreu cada 4-6 anys per a rodells. Se n'obtenien bastons de 4–5 metres de llargària i 5–6 cm, de gruix, que eren partits longitudinalment en dos, a vegades en tres o quatre, trossos. Amb ells es formaven un cescle o cèrcol apte per a la preparació d'embalatge per a transportar productes líquids o sòlids. Els rodells són feixos de cèrcols de castanyers, ajuntats i lligats en forma rodona. Ara els rodells tenen ben poca utilitat, ja que han estat substituïts per nous productes, com els plàstics. Per això, actualment, bona part de les castanyedes són explotades com perxades, tallades arreu cada 15 o 20 anys. Les perxes abans eren emprades per a construir bótes, ara per a ebenisteria o com a carcasses i tanques en la construcció.
Només el 12% de la superfície de la Selva és dedicada al conreu, del qual una quarta part és en regadiu. Una part important de l'agricultura és en relació amb la ramaderia, sobretot bovina. Abunden els farratges (blat de moro, alfals, raigràs) i els cereals per a gra (blat de moro, ordi, blat). A la plana deltaica de la Tordera hi ha una àrea d'horta (mongetes tendres, faves cols, enciams, tomàquets). Destaquen també dos tipus d'arbres fruiters: pomeres a les terres regades i avellanes en el secà; aquests darrers sobretot a Brunyola i al seu entorn.
La indústria és el sector econòmic que ocupa més gent. Hi ha una indústria ben diversificada i dispersa. El ram tèxtil destaca sobre totes les altres. Inicialment hi hagué dues àrees tèxtils, l'una entorn del Ter amb Anglès, Amer i Bonmatí (cotó, gènere de punt) i l'altra a Blanes (fibres artificials). Però actualment, trobem indústries tèxtils a Santa Coloma de Farners, Hostalric, Caldes de Malavella, Maçanes i Arbúcies (gènere de punt, confecció, teixits de seda i fibres.
Segueix en importància el ram químic, en especial a la vall de la Tordera (Breda, Hostalric, Fogars de Tordera, Blanes). Malgrat la crisi és una indústria en expansió.
La construcció ha estat afavorida pel turisme i la industrialització. Fins al 2008 ocupava força gent tant a la costa com a la plana. El 2009 s'està ressentint molt de la crisi en aquest sector.
El ram de la fusta és notable, malgrat la forta decadència del suro i dels castanyers. Hi ha serradores (Santa Coloma de Farners), indústries de torneria (Sant Hilari Sacalm). mobles (La Cellera de Ter) i pasta de paper (Breda). Santa Coloma de Farners s'ha convertit en un dels centres forestals principals de Catalunya, amb nombroses indústries de transformació de productes forestals.
D'altres indústries són alimentàries, la metal·lúrgica, l'energètica i la dels materials per a la construcció. En l'alimentària destaquen la cervesa (Breda), productes lactis (Vidreres), pastes i galetes (Riudarenes, Santa Coloma de Farners), embotits i escorxador (Riudellots). En aquest grup cal incloure la indústria envasadora d'aigües minerals, localitzada a Caldes de Malavella, Amer, Sant Hilari Sacalm i Arbúcies. És una indústria en expansió per la gran demanda que hi ha d'aigua mineral embotellada, derivada de la mala qualitat de l'aigua corrent a les ciutats i pobles.
El turisme va fer canviar radicalment la vida i el paisatge dels pobles costaners i del seu entorn. No solament han crescut els nuclis principals, sinó que al seu entorn s'hi varen instal·lar hotels, blocs d'apartaments, càmpings i d'altres nombrosos serveis, com parcs d'atraccions i sales de festa. A més, els turons, i no solament els propers a la costa, han estat ocupats per urbanitzacions destinades a residència secundària, especialment de gent que viu a l'àrea de Barcelona. A l'interior es manté un turisme més selecte, que agrada més de l'ambient de muntanya (Arbúcies, Sant Hilari Sacalm) o en relació amb els tradicionals balnearis amb aigües termals (Caldes de Malavella, Santa Coloma de Farners).

## Festes populars i manifestacions folklòriques
La Selva té un repertori molt ric i tradicions molt arrelades i vives: 
- CALENDARI

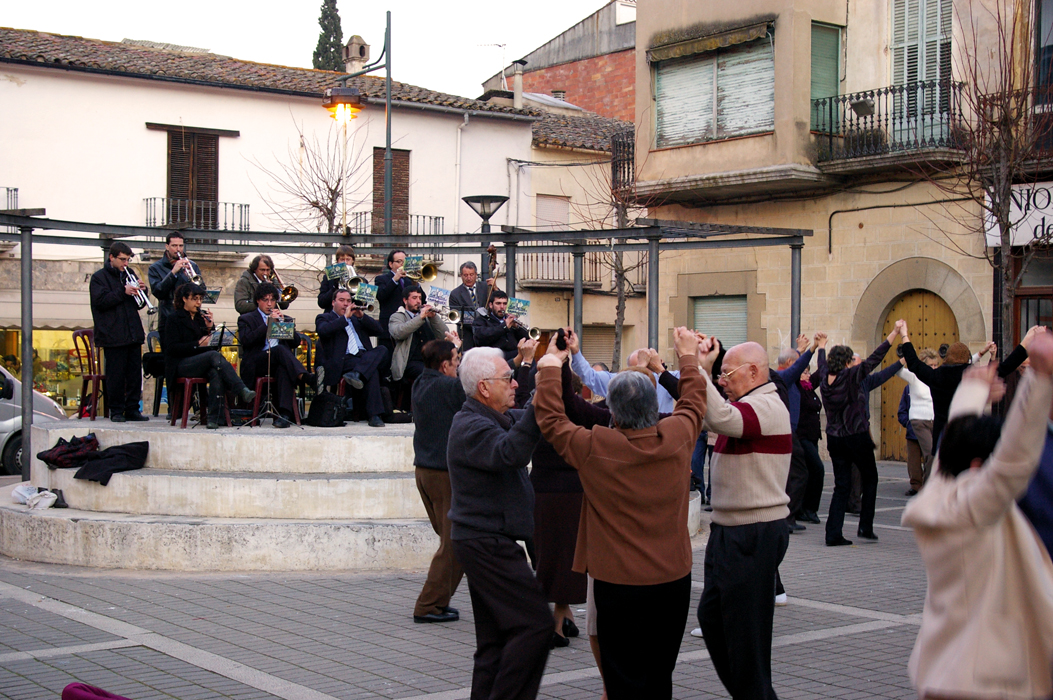
Sardanes per la Fira de Sant Antoni a Anglès

- 20 de gener, Sant Sebastià. El pelegrí de Tossa recorre, complint un secular <<vot de poble>>, els 40 km. de romiatge fins a la capella de Sant Sebastià, a Santa Coloma de Farners. En tornar, al capvespre del dia 21, el surten a rebre amb torxes enceses: comencen les festes d'hivern.
- Dimarts de Carnaval, a Vidreres, celebren la Festa del ranxo: vint-i-set grossíssimes peroles de brou gras, on tothom hi és convidat.
- A Sant Hilari Sacalm celebren un Via Crucis vivent pels carrers i camins del terme, amb escenificació d'escenes de la Passió.
- Per Corpus, a Arbúcies celebren la Festa de les Enramades: catifes de flors, més d'un quilòmetre de carrers profusament adornats.
- El 24 de juliol, la Festa de Santa Cristina: aplec a l'ermita, entre Blanes i Lloret de Mar. La relíquia de la Santa és duta en solemne processó marinera. Finalitza la diada amb el ball de les almorratxes, a la plaça de Lloret, que acaba amb el <<toquen a córrer>>, galop esbojarrat per tota la plaça.
- El 26 de juliol, Santa Anna, festa major de Blanes; Concurs Internacional de Focs d'Artifici sobre la badia.
- El 16 d'agost, per l'Assumpció, és festa major a Amer. S'hi balla la sardana de l'alcalde a la gran plaça porxada: una sardana oberta que es va caragolant en espiral. Al cap dels balladors hi ha el gegant i la geganta, segueix l'alcalde i l'alcaldessa, regidors i autoritats en ordre protocol·lari, i a continuació tot el poble.
- A la Selva, les sardanes es ballen a l'estil selvatà, diferent de l'empordanès. Hi ha cobles de molta anomenada, com la Meravella, de Caldes de Malavella, i l'Amoga, de Vidreres.

## Llista de municipis
Tots els municipis pertanyen a la província de Girona, excepte Fogars de la Selva que pertany a la província de Barcelona:

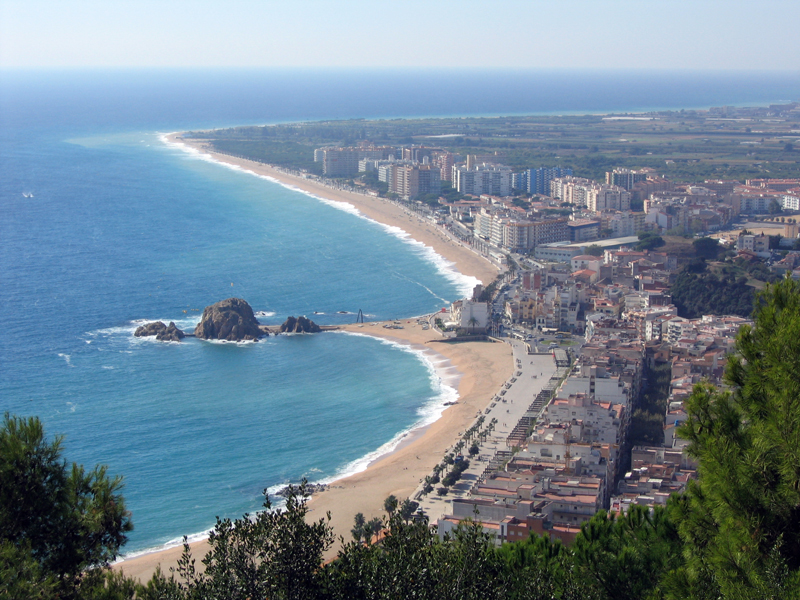
Vista de Blanes des del castell de Sant Joan

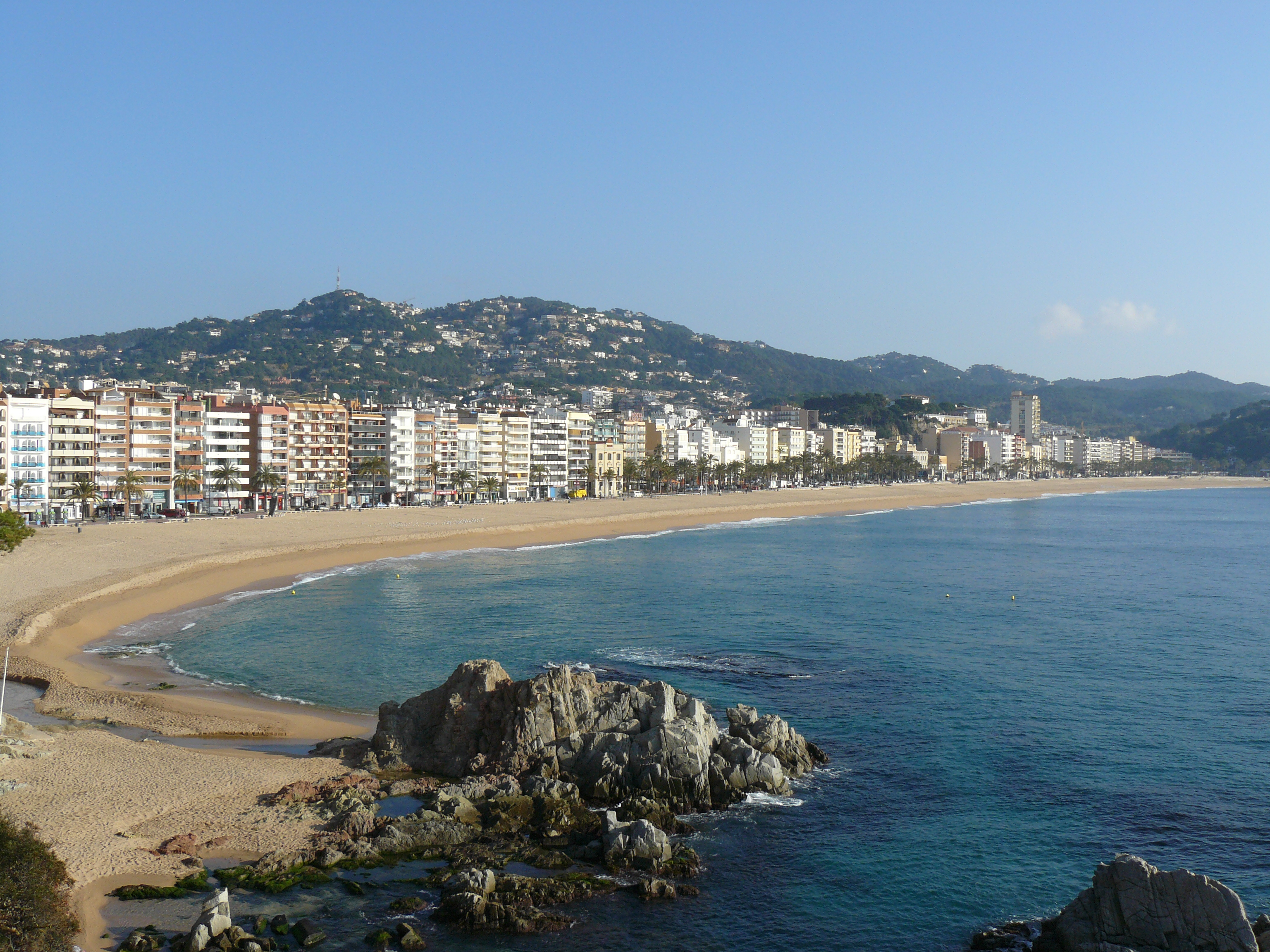
Vista general de la platja de Lloret de Mar

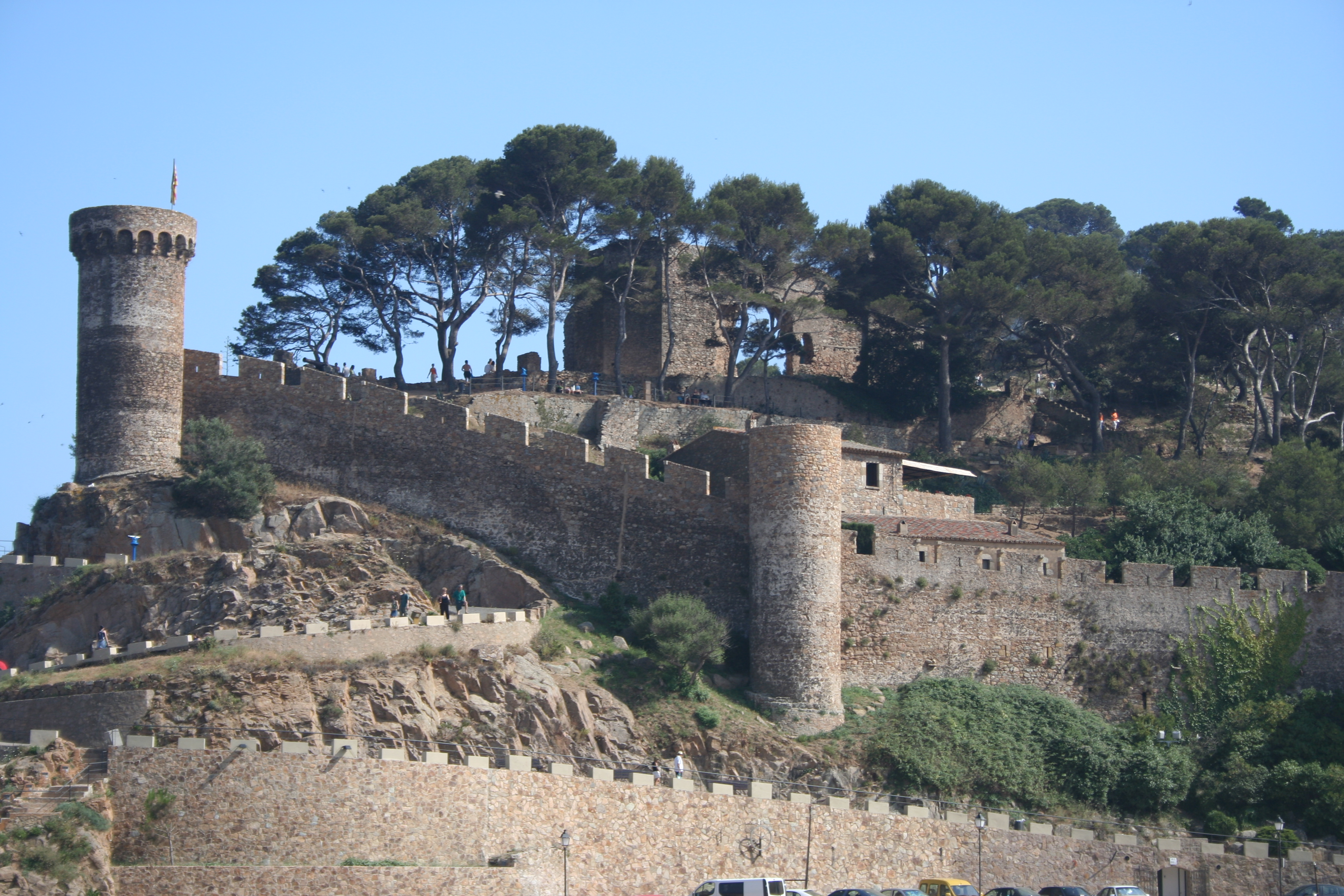
La Vila Vella de Tossa de Mar vista des de la platja

| Municipi                      | Habitants (2023) |
| ----------------------------- | ---------------- |
| Amer                          | 2.415            |
| Anglès                        | 5.839            |
| Arbúcies                      | 6.527            |
| Blanes                        | 41.517           |
| Breda                         | 3.892            |
| Brunyola i Sant Martí Sapresa | 398              |
| Caldes de Malavella           | 8.391            |
| Cellera de Ter, la            | 2.013            |
| Fogars de la Selva            | 1.631            |
| Hostalric                     | 4.396            |
| Lloret de Mar                 | 41.159           |
| Massanes                      | 830              |
| Maçanet de la Selva           | 7.822            |
| Osor                          | 422              |
| Riells i Viabrea              | 4.427            |
| Riudarenes                    | 2.328            |
| Riudellots de la Selva        | 2.087            |
| Sant Feliu de Buixalleu       | 862              |
| Sant Hilari Sacalm            | 5.894            |
| Sant Julià del Llor i Bonmatí | 1.358            |
| Santa Coloma de Farners       | 13.787           |
| Sils                          | 6.616            |
| Susqueda                      | 97               |
| Tossa de Mar                  | 6.185            |
| Vidreres                      | 8.452            |
| Vilobí d'Onyar                | 3.269            |

## Política i govern
| JxCAT        |
| ERC-AM       |
| Independents |
| ------------ |

Mapa dels municipis de la comarca segons les alcaldies obtingudes a les eleccions municipals de 2019.

Des de la seva creació el 9 de març de 1988, l'òrgan de govern i administració de la comarca és el Consell Comarcal de la Selva, que s'encarrega d'oferir serveis als municipis que la formen, assumint competències de les diverses administracions catalanes.
El Consell el formen 33 consellers (per ser una comarca d'entre 100.000 i 500.000 habitants) elegits de forma indirecta en funció dels resultats de les eleccions municipals, que tenen lloc cada 4 anys.

### Eleccions
Aquests foren els resultats de les eleccions al Consell Comarcal del 28 de maig de 2023:
| Partit       | Partit                                                      | Vots   | %     | Escons | +/– |
| ------------ | ----------------------------------------------------------- | ------ | ----- | ------ | --- |
|              | Junts per Catalunya                                         | 16.240 | 26,61 | 12     | 2   |
|              | Esquerra Republicana de Catalunya-Acord Municipal           | 13.051 | 21,38 | 9      | 1   |
|              | Independents de la Selva                                    | 8.071  | 13,22 | 5      | =   |
|              | Partit dels Socialistes de Catalunya-Candidatura de Progrés | 8.041  | 13,17 | 4      | =   |
|              | Confluència                                                 | 2.915  | 4,78  | 1      | 1   |
|              | Candidatura d'Unitat Popular                                | 2.572  | 4,21  | 1      | =   |
|              | Ara Pacte Local                                             | 2.222  | 3,64  | 1      | 1   |
|              | Ciutadans-Partit de la Ciutadania                           | 591    | 0,97  | 0      | 1   |
| Total        | Total                                                       | 71.138 | 87,98 | 33     | =   |
|              |                                                             |        |       |        |     |
| Vots vàlids  | Vots vàlids                                                 | 61.044 | 97,99 |        |     |
| Vots nuls    | Vots nuls                                                   | 1.249  | 2,00  |        |     |
| Participació | Participació                                                | 62.293 | 51,36 |        |     |

Junts per Catalunya: 10 escons
Esquerra Republicana de Catalunya - Acord Municipal: 10 escons
Independents de la Selva: 5 escons
Partit dels Socialistes de Catalunya - Candidatura de Progrés: 4 escons
En Comú Guanyem: 2 escons
Ciutadans - Partit de la Ciutadania: 1 escó
Candidatura d'Unitat Popular: 1 escó

D'aquestes eleccions en varen sortir elegits els següents consellers:
| Conseller                      | Municipi                | Partit | Partit                                                      |
| ------------------------------ | ----------------------- | ------ | ----------------------------------------------------------- |
| Martí Pujals Castelló          | Tossa de Mar            |        | Junts per Catalunya                                         |
| Jordi Pibernat i Casas         | Anglés                  |        | Junts per Catalunya                                         |
| Maria Rosa Vila Juanhuix       | Amer                    |        | Junts per Catalunya                                         |
| Jordi Martínez Puig            | Lloret de Mar           |        | Junts per Catalunya                                         |
| Josep Solé Turon               | Riudarenes              |        | Junts per Catalunya                                         |
| Juan Felip Furés               | Blanes                  |        | Junts per Catalunya                                         |
| Mònica Rabassa Vázquez         | Blanes                  |        | Junts per Catalunya                                         |
| Eduard Colomé Ribas            | Sils                    |        | Junts per Catalunya                                         |
| Marina Nicolàs Abellan         | Lloret de Mar           |        | Junts per Catalunya                                         |
| Roger Puigdevall Mascort       | Brunyola                |        | Junts per Catalunya                                         |
| Josep Roquet Avellaneda        | Sant Feliu de Buixalleu |        | Junts per Catalunya                                         |
| Isidre Font Corominas          | Osor                    |        | Junts per Catalunya                                         |
| Eva Viñolas Marín              | Susqueda                |        | Esquerra Republicana de Catalunya-Acord Municipal           |
| Albert Sanz González           | Blanes                  |        | Esquerra Republicana de Catalunya-Acord Municipal           |
| Ester Soms Papasseit           | Arbúcies                |        | Esquerra Republicana de Catalunya-Acord Municipal           |
| Joan Pou Lucea                 | Massanes                |        | Esquerra Republicana de Catalunya-Acord Municipal           |
| Marta de Hegea Hinojosa        | Maçanet de la Selva     |        | Esquerra Republicana de Catalunya-Acord Municipal           |
| Lluís-Martí Barnés Tarrés      | Riudellots de la Selva  |        | Esquerra Republicana de Catalunya-Acord Municipal           |
| Jennifer Pérez Torres          | Lloret de Mar           |        | Esquerra Republicana de Catalunya-Acord Municipal           |
| Xavier Prat Puntí              | Sant Hilari Sacalm      |        | Esquerra Republicana de Catalunya-Acord Municipal           |
| Josep Maria Fugarolas Timoneda | Caldes de Malavella     |        | Esquerra Republicana de Catalunya-Acord Municipal           |
| Manuel Ángel Mohedano Ramos    | Tossa de Mar            |        | Independents de la Selva                                    |
| Francesc Xavier López Cadena   | Riudellots de la Selva  |        | Independents de la Selva                                    |
| Joaquim Vivas Vidal            | Vilobí d'Onyar          |        | Independents de la Selva                                    |
| Martí Nogué Selva              | Sils                    |        | Independents de la Selva                                    |
| Josep Prat Pla                 | Santa Coloma de Farners |        | Independents de la Selva                                    |
| Jordi Hernández Martínez       | Blanes                  |        | Partit dels Socialistes de Catalunya-Candidatura de Progrés |
| Cristina Martínez Picot        | Riells i Viabrea        |        | Partit dels Socialistes de Catalunya-Candidatura de Progrés |
| Francisco Javier Gómez Santos  | Maçanet de la Selva     |        | Partit dels Socialistes de Catalunya-Candidatura de Progrés |
| Ana Belén López Soto           | Caldes de Malavella     |        | Partit dels Socialistes de Catalunya-Candidatura de Progrés |
| Maria Cristina Simó Alcaraz    | Sils                    |        | Confluència                                                 |
| David Ortega Cobos             | Santa Coloma de Farners |        | Candidatura d'Unitat Popular                                |
| Albert Robert Ribot            | Lloret de Mar           |        | Ara Pacte Local                                             |

### Historial de presidents
Aquesta és la llista de presidents que ha tingut el Consell des de la seva fundació el 9 de març de 1988:
| Presidència | Imatge               | President                   | Inici del mandat     | Fi del mandat        | Partit polític      | Partit polític                       |
| ----------- | -------------------- | --------------------------- | -------------------- | -------------------- | ------------------- | ------------------------------------ |
| 1           |                      | Josep Maria Puig i Vendrell | 9 de març de 1988    | 12 de juliol de 1990 |                     | Convergència i Unió                  |
| 2           |                      | Josep Micaló i Aliu         | 12 de juliol de 1990 | 15 de juliol de 1995 |                     | Convergència i Unió                  |
| 3           |                      | Carme Benages i Cort        | 15 de juliol de 1995 | 31 de juliol de 1999 |                     | Unió Democràtica de Catalunya        |
| 4           |                      | Joan Puig i Cordon          | 31 de juliol de 1999 | 1 d'agost de 2003    |                     | Esquerra Republicana de Catalunya    |
| 5           |                      | Jordi Iglesias i Salip      | 1 d'agost de 2003    | 9 d'agost de 2007    |                     | Convergència i Unió                  |
| 6           |                      | Robert Fauria i Danés       | 9 d'agost de 2007    | 28 de juliol de 2009 |                     | Convergència i Unió                  |
| 7           |                      | Jordi Gironès i Pasolas     | 28 de juliol de 2009 | 9 de juliol de 2011  |                     | Partit dels Socialistes de Catalunya |
| 8           |                      | Robert Fauria i Danés       | 9 de juliol de 2011  | 9 d'abril de 2013    |                     | Convergència i Unió                  |
| 9           |                      | Salvador Balliu i Torroella | 9 d'abril de 2013    | 15 de juliol de 2015 |                     | Convergència i Unió                  |
| 9           | 15 de juliol de 2015 | Salvador Balliu i Torroella | 11 de juliol de 2019 |                      |                     | Convergència i Unió                  |
| 9           | 11 de juliol de 2019 | Salvador Balliu i Torroella | 17 de juny de 2023   |                      | Junts per Catalunya |                                      |
| 10          |                      | Martí Pujals Castelló       | 17 de juny de 2023   | En el càrrec         |                     | Junts per Catalunya                  |